# 拉卡佩尔布莱
拉卡佩尔布莱（法語：La Capelle-Bleys）是法国阿韦龙省的一个市镇，属于鲁埃格自由城区（Villefranche-de-Rouergue）里耶于佩鲁县（Rieupeyroux）。该市镇2009年时的人口为361人。

## 人口
拉卡佩尔布莱人口变化图示
| 数据来源：INSEE |